# Pierre Grosz
 (novembre 2009).
Si vous disposez d'ouvrages ou d'articles de référence ou si vous connaissez des sites web de qualité traitant du thème abordé ici, merci de compléter l'article en donnant les références utiles à sa vérifiabilité et en les liant à la section « Notes et références ».
Pour les articles homonymes, voir Grosz.
Pierre Grosz est un auteur français né le 7 juillet 1939 à Beauvais.

## Carrière
Pierre Grosz a notamment écrit avec et pour Michel Jonasz, Michel Polnareff, Jean Ferrat, Diane Dufresne, Gilbert Bécaud, Michel Delpech, Nicole Rieu, Nicole Croisille, Serge Reggiani, Isabelle Aubret, Maxime Le Forestier, Jean-Michel Caradec et quelques autres grands artistes de l'époque. On lui doit aussi le tube-phare de la carrière de Marie-France Roussel : A Pearl-Harbour, en 1975.
Il a signé des chansons avec quatre compositeurs ayant remporté un Oscar à Hollywood : Francis Lai, Michel Legrand, Michel Colombier, Gabriel Yared. Un certain nombre de ses chansons apparaissent dans des films de Claude Chabrol, Jean-Pierre Mocky (par Jeanne Moreau), Daniel Duval (La Dérobade), etc.
Il est l'auteur de plusieurs comédies musicales pour enfants Toni et Vagabond, puis L'Evasion de Toni avec Henri Dès et Annette Domont), mais aussi pour adultes dans des mises en scène au Théâtre du Campagnol de Jean-Claude Penchenat avec des décors d'Ernest Pignon-Ernest (Les Chansons des luttes).
Pierre Grosz est par ailleurs écrivain. Il écrit notamment des albums jeunesse aux textes accompagnés d'images d'illustrateurs de renom Rémi Saillard, Chen Jianhong, Nathalie Novi, Xavier Besse, Haydé Ardalan publiés chez différents éditeurs (Nathan-Jeunesse, Paris-Musées, Kaléidoscope, Mango Jeunesse). Il est membre de la Charte des auteurs et des illustrateurs jeunesse.
Il a dirigé et écrit une Grande Histoire de la chanson française et des chansons de France ,.
Traducteur, en particulier (pour le Théâtre de la Monnaie, à Bruxelles, puis pour l'Opéra de Nice) du livret du Château de Barbe-bleue de Béla Bartok et Béla Balazs, puis de l'œuvre lyrique Atlantis de Péter Eötvös (Cité de la Musique, 2008). Il traduit aussi Pépito et Pepita de Victor Határ aux Lettres Nouvelles, Julliard de Maurice Nadeau et une anthologie de la poésie hongroise publiée au Seuil.
En 2008, il participe à la création mondiale d'une œuvre de musique classique contemporaine pour chœur, Monde Évanoui, avec une musique de Bruno Mantovani interprétée sous la direction de Laurence Equilbey au Grand Auditorium du Louvre, puis au Festival de Besançon, et dont le livret est publié aux éditions Lemoine.
L'année précédente, création mondiale à l'Opéra de Nice d'un "opéra populaire" librement adapté du Sans famille d'Hector Malot.

## Récompenses
Pierre Grosz a reçu un Grand Prix SACEM pour l'ensemble de son œuvre. Il a également reçu le Prix Rolf Marbot, le grand prix de l'UNAC (1976), ainsi qu'un trophée de la CAPAC (2002).
Il a reçu le prix 2023 du Livre Environnement de la fondation Veolia, mention jeunesse, pour La Bonne Idée de monsieur Johnson, illustré par Rémi Saillard, publié aux éditions La cabane bleue.

## Les interprètes de Pierre Grosz

### Artistes français
- Isabelle Aubret : Une folle envie de chanter (1976), Saint-Paul de Vence (1984)
- Hugues Aufray : Tu t’en iras et Manolita (1976).
- Gilbert Bécaud : Les Caraïbes (1976), Monsieur Cousteau et Les Jours heureux (1976), La Belle Journée (1996) et huit autres chansons dont Mal sans vous, Ensemble.
- Richard Berry : l'album Visiteur, incluant Jalousie
- Jean-Michel Caradec : Le Montreur d’ours (1977), Quand l’école est finie (1976), Une bêtise d’Alice (1976) et Les Secrets (1976)
- Alain Chamfort : Un enfant sans histoire (1975), Je m'ennuie de toi (reprise par Lio)
- Nicole Croisille : Emma (1976)[5], La Garonne (1978), Aimer la vie (1979), Je n’ai pas dit mon dernier mot d’amour (1981), L’École de danse (1982), Images (1984, musique Francis Lai).
- Dalida : Amoureuse de la vie (1977)
- Pascal Danel : La Demoiselle aux yeux verts ; le poète africain ; Artiste
- Michel Delpech : Bombay (avec Claude Engel) et Photographe (1982, musique Louis Chedid), Dans Chatou qui dort (2006)
- Sacha Distel : De neige en soleil et Je t'appelle pour dire je t’aime (I just call to say I love you, Steevie Wonder)
- Diane Dufresne : Je voulais te dire que je t’attends (1984 en concert), J'tombe amoureuse (1985), Top secret, Kabuki, Désir(musique Lewis Furey), La Femme tatouée, Vous aurez de mes nouvelles par les journaux et L'Assassin (1987), Les Papillons (avec Alexis Weissenberg) et Épine de rose (avec André Manoukian) (1997)
- Elsa : Jour de neige, Quelque chose dans mon cœur, À la même heure dans deux ans (1989/1990)
- Eva : Peuple (1972)
- Jean Ferrat : Je meurs (1975, album La femme est l'avenir de l'homme), Les Instants volés (1979, album Enregistrement 1979)
- Françoise Hardy : Ton enfance
- René Joly : La Châtelaine (1973)
- Michel Jonasz : La Rencontre (1973), Les Vacances au bord de la mer, Lac Balaton, Changez tout, L’Homme orange, Chanson pour tes yeux lilas et Du miel et des violettes (1974), Je voulais te dire que je t’attends (1982)
- Patricia Kaas : Bessie (1987), À Saint-Lunaire (1994)
- Stacey Kent : Les Vacances au bord de la mer (2010)
- Francis Lai : album Paris-New-York
- Catherine Lara : Bûcheron, Cymbalum, Dans mon violon, De l’autre côté, Il joue du saxo, Johan et Sors de ta vie (1982)
- Maxime Le Forestier : La ville a des princes (1970) et L'Averse (2013)
- Francis Lemarque : Je cherche Paris et Mes amis sont comme des anges
- Bernard Lubat : Loulou la Gamelle
- Enrico Macias : Le Vertige (1974)
- Jeane Manson : Love-moi dans tes bras et Les Orangers d’Athènes (1983)
- Fred Mella : L'Italie chante en moi, Mon Ave Maria
- Michel Polnareff : Tibili, La Fille qui rêve de moi, L'Homme qui pleurait des larmes de verre, "Le Prince en otage", Rosy
- Serge Reggiani : Un homme sur un toit et La vie est vraiment très bien faite (1979)
- Zachary Richard : Un autre baiser, Comme si la guerre avait perdu
- Nicole Rieu : Il aurait voulu voir la mer (1976), Si tu m'appelles, Et je tourne, Nicole tu es folle, Au marché du boulevard et La Table (1977), Un peu de soleil sur ma pelouse, La Fille de Saint-Hilaire, Le Bois et Anne-Marie (1978), Le Commissariat (1979)
- Francesca Solleville : Cachalot surnaturel (1969)[Note 1], Mon bon plaisir et Sais-tu la nouvelle ? (1972)[Note 2], L'Ami d'un soir (1975)[Note 3], Sous le marronnier du jardin, Ma petite sœur des Indes, et La Danseuse oh (1975)[Note 4], Les Instants volés, La Grève, Heureuse en amour, Un accident de la circulation et L'Officier des chansons de Sardou (1977)[Note 5], Madrid et Lettre aux amis de la réunion (1980)[Note 6], Marie-Jo, Le Cœur en adolescence, Victoire, Jorge Solovera et Quand le bonheur est une orange (1983)[Note 7] Le Secret des sorcières et Aux enfants de l'an prochain (1989)[Note 8], Amérique, sœur latine, J'ai chanté les poètes, Madame Marya Freund, Une ville dévastée, Marmande et Aux enfants de l'an prochain (1990)[Note 9], Mes amis sont comme des anges et Monsieur le peintre (2000)[Note 10], À chaque rendez-vous (2003)[Note 11]

### Autres artistes
- Le Britannique Bob Geldof : La Chanson de l'indifférence
- Dionne Warwick : A true love
- Le groupe américain The Manhattan Transfer
- Le groupe espagnol Mecano : Une femme avec une femme
- Les Italiens Claudio Baglioni et Angelo Branduardi : Du pain et des roses et Ça se fait
- Le Louisiannais Zachary Richard
- La Japonaise Tokiko Kato : album La femme qui venait de Cypango
- Un album collectif d'artistes Espagnols (Miguel Bose, Ana Belen, etc.) : La misa Campesina du Nicaragua
- Le Néerlandais Simon Gobés : album Sur un fil, en 1983, disques AZ.